# Чапи
„Чапи“ (на английски: Chappie) е американски антиутопичен научнофантастичен екшън филм от 2015 г. на режисьора Нийл Бломкамп по сценарий на Бломкамп и Тери Тачъл.
Във филма участват Шарлто Копли, Дев Пател, Хю Джакман, Уоткин Тюдър Джоунс, Йоланди Фисер, Хосе Пабло Кантило и Сигорни Уийвър. Премиерата на филма се състои в Ню Йорк Сити е на 4 март 2015 г., и е пуснат по американските кина на 6 март. Филмът печели 102 млн. щ.д. срещу бюджет от 49 млн. щ.д.